# Хлорид гексаамминхрома(III)
Хлорид гексаамминхрома(III) — неорганическое координационное соединение, соль металла хрома с лигандом аммиаком и соляной кислоты с формулой [Сr(NH3)6]Cl3, оранжево-жёлтые кристаллы, растворимые в холодной воде, образует кристаллогидрат.

## Получение
- Растворение хлорида хрома(III) в жидком аммиаке:

{\displaystyle {\mathsf {CrCl_{3}+NH_{3}\ {\xrightarrow {-50^{o}C,NaNH_{2}}}\ [Cr(NH_{3})_{6}]Cl_{3}}}}
- Растворение хлорида хрома(II) в концентрированном растворе аммиака:

{\displaystyle {\mathsf {2CrCl_{2}+10(NH_{3}\cdot H_{2}O)+2NH_{4}Cl\ {\xrightarrow {}}\ 2[Cr(NH_{3})_{6}]Cl_{3}\downarrow +H_{2}\uparrow +10H_{2}O}}}

## Физические свойства
Хлорид гексаамминхрома(III) образует оранжево-жёлтые кристаллы.

## Химические свойства
- Разлагается при нагревании:

{\displaystyle {\mathsf {[Cr(NH_{3})_{6}]Cl_{3}\ {\xrightarrow {600^{o}C}}\ CrCl_{3}+6NH_{3}}}}
- Реагирует с горячей водой:

{\displaystyle {\mathsf {[Cr(NH_{3})_{6}]Cl_{3}+3H_{2}O\ {\xrightarrow {90^{o}C}}\ Cr(OH)_{3}\downarrow +3NH_{3}\uparrow +3NH_{4}Cl}}}
- Реагирует с концентрированной горячей соляной кислотой:

{\displaystyle {\mathsf {[Cr(NH_{3})_{6}]Cl_{3}+HCl\ {\xrightarrow {90^{o}C}}\ [Cr(NH_{3})_{5}Cl]Cl_{2}\downarrow +NH_{4}Cl}}}
- Реагирует с концентрированной холодной азотной кислотой:

{\displaystyle {\mathsf {[Cr(NH_{3})_{6}]Cl_{3}+3HNO_{3}\ \xrightarrow {0^{o}C} \ [Cr(NH_{3})_{6}](NO_{3})_{3}\downarrow +3HCl}}}
- Реагирует с щелочами:

{\displaystyle {\mathsf {[Cr(NH_{3})_{6}]Cl_{3}+3NaOH\ {\xrightarrow {90^{o}C}}\ Cr(OH)_{3}\downarrow +6NH_{3}\uparrow +3NaCl}}}